# Gregor Bermbach
Gregor Bermbach (ur. 17 lutego 1981 w Höchst) – niemiecki bobsleista, trzykrotny medalista mistrzostw świata.

## Kariera
Pierwszy sukces w karierze osiągnął 7 grudnia 2008 roku, kiedy wraz z kolegami zwyciężył w zawodach Pucharu Świata w czwórkach. W 2011 roku wystąpił na mistrzostwach świata w Königssee, gdzie razem z Karlem Angererem, Christianem Friedrichem i Alexem Mannem wywalczył srebrny medal w czwórkach. Srebrny medal zdobył także podczas mistrzostw świata w Winterbergu w 2015 roku, gdzie był drugi w zawodach drużynowych. W 2010 roku wystartował na igrzyskach olimpijskich w Vancouver, zajmując dziewiąte miejsce w dwójkach i siódme w czwórkach. Brał także udział w igrzyskach w Soczi w 2014 roku, gdzie jego osada zajęła w czwórkach dziesiątą pozycję. Kolejny srebrny medal zdobył na mistrzostwach świata w Igls w 2016 roku, gdzie był drugi w czwórkach.